# مارگراتن
مارگراتن (به هلندی: Margraten) یک منطقهٔ مسکونی در هلند است که در ایسدن-مارخراتن واقع شده‌است. مارگراتن ۵۷٫۷۰ کیلومتر مربع مساحت و ۱۳٬۵۲۲ نفر جمعیت دارد.